# Хабіб Маїга
Хабіб Дігбо Г'нампа Маїга (фр. Habib Digbo G'nampa Maïga, нар. 1 січня 1996, Ґаньоа, Кот-д'Івуар) — івуаріський футболіст, центральний півзахисник угорського клубу «Ференцварош» та національної збірної Кот-д'Івуару.

## Клубна кар'єра
Хабіб Маїга народився у Кот-д'Івуар але футбольну кар'єру починав у Франції. Першим його клубом був «Сент-Етьєн», де він починав як гравець дубля, а 4 березня 2017 року зіграв свою першу гру в основі. Починав грати Маїга на різних позиціях - від вінгера до флангового захисника. Та з приходом до команди нового тренера Оскара Гарсії Маїга вернувся на звичну для себе позиціяю - опорного півзахисника.
Влітку 2018 року футболіст відбув в оренду до клубу Ліги 2 «Мец». По завершенню сезону, який став для клуба переможним у Другому дивізіоні, «Мец» підписав з гравцем повноцінний контракт.
В січні 2024 року Маїга перейшов до угорського клубу «Ференцварош».

## Виступи за збірну
6 вересня 2019 року у товариському матчі проти команди Беніну Хабіб Маїга дебютував у національній збірній Кот-д'Івуару.

## Статистика виступів

### Статистика виступів за збірну
Станом на 20 січня 2022
| Дата       | Місто         | Господарі            | Результат | Гості       | Турнір                                   | Голи | Примітки |
| ---------- | ------------- | -------------------- | --------- | ----------- | ---------------------------------------- | ---- | -------- |
| 6-9-2019   | Кан           | Кот-д'Івуар          | 1 – 2     | Бенін       | товариський матч                         | -    |          |
| 10-9-2019  | Ле-Петі-Кевії | Туніс                | 1 – 2     | Кот-д'Івуар | товариський матч                         | -    |          |
| 13-10-2019 | Ам'єн         | Кот-д'Івуар          | 3 – 1     | ДР Конго    | товариський матч                         | -    | 84'      |
| 16-11-2019 | Абіджан       | Кот-д'Івуар          | 1 – 0     | Нігер       | Відбір до Кубка африканських націй 2021  | -    |          |
| 19-11-2019 | Бахр-Дар      | Ефіопія              | 2 – 1     | Кот-д'Івуар | Відбір до Кубка африканських націй 2021  | -    |          |
| 8-10-2020  | Брюссель      | Бельгія              | 1 – 1     | Кот-д'Івуар | товариський матч                         | -    | 73'      |
| 13-10-2020 | Утрехт        | Японія               | 1 – 0     | Кот-д'Івуар | товариський матч                         | -    | 67'      |
| 3-9-2021   | Мапуту        | Мозамбік             | 0 – 0     | Кот-д'Івуар | Відбір до ЧС 2022                        | -    | 62'      |
| 6-9-2021   | Абіджан       | Кот-д'Івуар          | 2 – 1     | Камерун     | Відбір до ЧС 2022                        | -    | 90+3'    |
| 11-10-2021 | Котону        | Кот-д'Івуар          | 2 – 1     | Малаві      | Відбір до ЧС 2022                        | -    | 46'      |
| 13-11-2021 | Котону        | Кот-д'Івуар          | 3 – 0     | Мозамбік    | Відбір до ЧС 2022                        | -    | 86'      |
| 12-1-2022  | Дуала         | Екваторіальна Гвінея | 0 – 1     | Кот-д'Івуар | Кубок африканських націй 2021 - 1-й етап | -    |          |
| 20-1-2022  | Дуала         | Кот-д'Івуар          | 3 – 1     | Алжир       | Кубок африканських націй 2021 - 1-й етап | -    | 69' 72'  |
| Усього     |               | Матчів               | 13        |             | Голів                                    | 0    |          |

## Титули і досягнення
- Чемпіон Угорщини (2):

«Ференцварош»: 2023–24, 2024–25